# 플럭스 (텍스트-이미지 모델)
플럭스(Flux, FLUX.1으로도 알려짐)는 독일 프라이부르크임브라이스가우에 본사를 둔 Black Forest Labs (BFL)가 개발한 텍스트-이미지 모델이다. Black Forest Labs는 스태빌리티 AI의 전 직원들이 설립했다. 다른 텍스트-이미지 모델과 마찬가지로, 플럭스는 생성형 이미지를 프롬프트라고 불리는 자연어 설명에서 생성한다.

## 역사
Black Forest Labs (BFL)는 스태빌리티 AI의 전 직원인 로빈 롬바흐, 안드레아스 블라트만, 패트릭 에서가 2024년에 설립했다. 세 명의 창립자 모두 이전에 뮌헨 대학교에서 비외른 옴머의 연구 조교로 인공지능 이미지 생성에 대한 연구를 수행했다. 이들은 2022년에 이미지 생성에 대한 연구 결과를 발표했고, 이 연구는 스테이블 디퓨전을 탄생시켰다. BFL의 투자자로는 벤처 캐피탈 회사인 앤드리슨 호로위츠, 브렌던 이리베, 마이클 오비츠, 개리 탄, 그리고 블라드렌 콜툰이 포함되었다. 이 회사는 초기 투자금으로 US$31 만 달러를 받았다.
2024년 8월, 플럭스는 xAI가 개발한 그록 챗봇에 통합되었고, X (이전 트위터)의 프리미엄 기능의 일부로 제공되었다. 그록은 나중에 2024년 12월에 자체 텍스트-이미지 모델인 오로라로 전환했다.
2024년 11월 18일, 미스트랄 AI는 Le Chat 챗봇에 플럭스 프로가 이미지 생성 모델로 통합되었다고 발표했다.
2024년 11월 21일, BFL은 기존 플럭스 모델 위에 사용하도록 설계된 편집 도구 모음인 플럭스.1 도구를 출시한다고 발표했다. 이 도구는 inpainting 및 outpainting을 위한 플럭스.1 필(Flux.1 Fill), 입력 이미지 및 프롬프트의 추출된 깊이 지도를 기반으로 하는 제어를 위한 플럭스.1 뎁스(Flux.1 Depth), 입력 이미지 및 프롬프트의 추출된 캐니 윤곽선을 기반으로 하는 제어를 위한 플럭스.1 캐니(Flux.1 Canny), 기존 입력 이미지 및 프롬프트 혼합을 위한 플럭스.1 리덕스(Flux.1 Redux)로 구성된다. 각 도구는 프로(Pro) 및 개발(Dev) 모델 모두에서 사용할 수 있다.
2025년 1월, BFL은 엔비디아의 블랙웰 마이크로아키텍처의 파운데이션 모델로 플럭스 모델을 포함하기 위한 엔비디아와의 파트너십을 발표했다. 또한 이 회사는 플럭스 생성 이미지의 맞춤화 및 파인 튜닝을 위해 설계된 Flux Pro Finetuning API의 출시와 콘텐츠 제작의 일부로 플럭스 프로(Flux Pro)를 사용하기 위한 독일 미디어 회사 Hubert Burda Media와의 파트너십을 발표했다.
2025년 5월 29일, BFL은 텍스트와 이미지 모두를 사용하여 프롬프트를 입력할 수 있도록 하여 문맥 내 이미지 생성 및 편집을 가능하게 하는 모델 모음인 플럭스.1 콘텍스트(Flux.1 Kontext)를 발표했다. 이와 함께 플럭스 모델을 테스트하기 위한 인터페이스인 BFL 플레이그라운드(BFL Playground)도 출시되었다.
2025년 7월 31일, BFL은 Krea AI와 협력하여 개발한 모델인 플럭스.1 크레아 개발(Flux.1 Krea Dev)을 발표했다. 이 모델은 기존 텍스트-이미지 모델에 비해 더 나은 성능, 더 다양한 미학, 더 나은 사실감을 달성하도록 훈련되었다.

## 모델
- 왼쪽: AnimagineXL 4.0 (스테이블 디퓨전 XL 기반의 텍스트-이미지 모델)으로 생성되고 크리타로 후처리된 원본 이미지
- 오른쪽: 플럭스.1 콘텍스트 프로로 수정된 이미지. 변경 사항: 여우 귀(kemonomimi) 추가, 왼팔 위치, 머리, 눈, 헤드폰, 재킷, 셔츠, 바지, 배경 색상

플럭스는 텍스트-이미지 모델 시리즈이다. 이 모델들은 120억 개로 확장된 정류 흐름 트랜스포머 블록을 기반으로 한다. 플럭스.1 모델은 다른 라이선스로 출시되었는데, Schnell(독일어로 빠르거나 신속하다는 뜻)은 아파치 라이선스 하의 오픈 소스 소프트웨어로, Dev는 비상업적 라이선스 하의 소스 입수 가능 소프트웨어로 (사용자는 BFL에서 Dev에 대한 자체 상업 라이선스를 얻을 수 있음), Pro는 사유 소프트웨어로 출시되었으며, 타사 사용자가 라이선스를 받을 수 있는 API로만 제공된다. 사용자는 사용된 모델과 관계없이 생성된 출력물에 대한 소유권을 유지했다.
이 모델들은 ComfyUI 및 Stable Diffusion WebUI Forge (Automatic1111 WebUI의 포크)와 같은 생성형 인공지능 사용자 인터페이스를 사용하여 온라인 또는 로컬에서 사용할 수 있다.
향상된 주력 모델인 플럭스 1.1 프로(Flux 1.1 Pro)는 2024년 10월 2일에 출시되었다. 11월 6일에는 두 가지 추가 모드가 추가되었는데, 제어 속도에 영향을 미치지 않으면서 4배 더 높은 해상도와 최대 4메가픽셀의 이미지를 생성할 수 있는 울트라(Ultra)와 스냅샷 스타일의 초현실적인 이미지를 생성할 수 있는 로(Raw) 모드이다.
플럭스.1 콘텍스트는 문맥 내 이미지 생성 및 편집 기능을 갖춘 시리즈이다. 프로(Pro), 맥스(Max), 개발(Dev) 모델로 제공된다. 프로는 최고 품질 모델로, 프롬프트를 사용하여 기존 이미지를 반복적으로 수정할 수 있으며, 맥스는 생성 속도에 최적화되어 있다. 개발은 플럭스.1 개발과 동일하게 비상업적 라이선스 하에 공개된 개방형 가중치 모델이다.
플럭스와 관련된 텍스트-비디오 모델 SOTA는 2025년 June월 기준 개발 중이다.

## 평가
아르스 테크니카가 수행한 테스트에 따르면, 플럭스.1 개발과 플럭스.1 프로에서 생성된 출력물은 프롬프트 충실도 측면에서 DALL-E 3와 비교할 만하며, 사진 현실성은 미드저니 6과 거의 일치했고, 스테이블 디퓨전 XL과 같은 이전 모델보다 사람 손을 더 일관성 있게 생성했다.
플럭스는 매우 사실적인 이미지 생성으로 비판을 받았다. 언론 보도에 따르면, 도널드 트럼프가 총을 들고 포즈를 취한 이미지부터 충격적인 장면까지 묘사되었으며, 이는 플럭스 모델의 윤리적 함의에 대한 논의를 촉발했다.
모델 출시 후, 소셜 미디어 플랫폼 X는 플럭스 생성 이미지로 넘쳐났다. Black Forest Labs는 모델 훈련에 사용된 데이터에 대한 정확한 세부 정보를 제공하지 않았다. 아르스 테크니카는 플럭스가 웹 스크래핑을 통해 무단으로 수집된 대량의 이미지 컬렉션을 기반으로 하며, 이는 잠재적인 법적 결과를 초래할 수 있는 논란의 여지가 있는 관행이라고 의심했다.
일본 기술 뉴스 웹사이트 Gigazine이 플럭스.1 콘텍스트에 대해 수행한 테스트에 따르면, 이 모델 시리즈는 영어에 대한 이해도가 높고 사용자가 제공한 프롬프트에 따라 이미지를 사실적인 스타일에서 애니메이션 스타일로 쉽게 변환할 수 있지만, 일본어 이해 능력은 상당히 떨어진다.

## 가용성
자사 웹사이트의 공식 BFL 플레이그라운드 외에도, 플럭스 모델은 창의적 및 전문적 용도를 위해 다양한 타사 플랫폼을 통해서도 널리 사용할 수 있다. 여기에는 허깅 페이스 및 Replicate와 같은 플랫폼의 저장소가 포함된다.